# Émile Grignard
Pour les articles homonymes, voir Grignard (homonymie).
Émile Grignard (1807-1870) est un géomètre du cadastre français. Il réalisa notamment une carte du département de la Haute-Vienne, un plan de Limoges et des études de tracés de chemins de fer. 
Il fut aussi l'un des concessionnaire et fondateurs de la Compagnie du chemin de fer de Lyon (la Croix-Rousse) au camp de Sathonay, dont il assura également la direction.

## Biographie
Antoine Gabriel Émile Grignard est né le 25 octobre 1807 à Bar-le-Duc. Son père est un ancien ingénieur constructeur de la Marine à Toulon qui en 1806 fut nommé ingénieur au cadastre du département de la Meuse avant de devenir ingénieur en chef du cadastre dans les départements de la Haute-Loire, du Cher et de la Haute-Vienne. Le jeune Émile fait ses études au Collège royal de Clermont-Ferrand. Plus tard, son fils Albert (Marie Étienne), né à Limoges en 1846, émigre aux États-Unis en 1874, devient directeur du service du cadastre au Canada puis lithographe à New York. À 72 ans, Albert a un entretien, à Philadelphie avec Victor Grignard qui est en voyage et a voulu rencontrer cet homonyme sans lien de parenté certain.
Il devient géomètre de première classe chargé, le 14 janvier 1831, de la topographie du département de la Haute-Loire. Le 15 octobre 1832 il est nommé géomètre en chef intérimaire du cadastre dans le département du Cher et de la Haute-Vienne.
De 1846 à 1852, il réalise sur le département de la Haute-Vienne : une carte géographique, archéologique et hydrographique ; un plan topographique détaillé de la ville de Limoges ; un tableau synoptique raisonné des distances dans le département ; et un dictionnaire géographique, statistique et historique du département, en cinq volumes avec mille trois cents cartes et planches. Son travail est reconnu par le Conseil général du département, lors de ses séances du 27 août 1845 et du 3 septembre 1850, et par le conseil municipal de Limoges lors des assemblées du 13 décembre 1846 et du 15 novembre 1850.
Il réalise également de nombreuses études sur les tracés des voies de chemin de fer. 
Le 12 janvier 1861 il devient concessionnaire du chemin de fer de Lyon (Croix-Rousse) au camp de Sathonay,.
En 1870, Émile et son fils Albert, ont une entreprise qui fournit du macadam à la Ville de Paris, lorsqu'il meurt un mois avant le début de la guerre franco-allemande de 1870 (sans doute en juin 1870).

## Lauréat
En 1851 il présente un travail de recherche sur « la statistique agricole, industrielle et commerciale de la France » au concours de la Société nationale et centrale d'agriculture. Il reçoit le premier prix et la médaille d'or le 25 avril 1852, en séance publique à la Sorbonne.

## Auteur

### Ouvrages
- Notice sur l'établissement du chemin de fer de Lyon au camp de Sathonay, avec embranchement sur la Croix-Rousse de l'influence de ce chemin sur l'avenir de la Dombes, Impr. de H. Storck, 1859, 18 p. (ASIN B001C82YSK).

### Cartographie
- Carte générale et détaillée du département de la Haute-Vienne  (Gravée par les frères Avril), Paris, Lith. Kaeppelin, 1846 (lire en ligne)[6].
- Plan topographique de la ville de Limoges chef-lieu du département de la Haute-Vienne : dressé d’après les plans du cadastre et autres documents  (Lithographie Gratia, graveur Regnier et Dourdet), Paris, 1851[7],[8].